# Chris Doerk
Christa Maria „Chris“ Doerk, född 24 februari 1942 i Königsberg, Ostpreussen, är en tysk schlagersångare och målare som var främst aktiv i Östtyskland när hon sjöng i duett med Frank Schöbel.
Doerk började en anställning där hon skapade dekorationer för skyltfönster. Hon blev medlem i en musikgrupp vid Östtysklands armé. Året 1967 fick hon tillåtelse att uppträda som schlagersångare. Tillsammans med Schöbel vann hon 1969 vid Östtysklands schlagerfestival. Doerk deltog vid en festival i Kuba och var sedan omtyckt i landets radioprogram. I början av 1970-talet var hon värd för olika program i TV. Doerk tillhörde kommitteen som organiserade Världsungdomsfestivalen 1973 i Östberlin. Hon medverkade i filmerna Heißer Sommer och Nicht Schummeln Liebling. Sedan 1990 är Doerk målare med utställningar i Tyskland och Schweiz.
Hon var tidvis gift med Frank Schöbel och sedan 1974 är hon gift med en fotograf. De bor i Kleinmachnow söder om Berlin.

## Framgångsrika låter
- Lieb mich so, wie dein Herz es mag (med Schöbel)
- Männer, die noch keine sind
- Was erleben
- Rose von Chile